# Michela Ponza
Michela Ponza (ur. 12 lutego 1979 w Bolzano) – włoska biathlonistka, brązowa medalistka mistrzostw świata.

## Kariera
Po raz pierwszy na arenie międzynarodowej pojawiła się w 1997 roku, startując mistrzostwach świata juniorów w 	Forni Avoltri. Zajęła tam szóste miejsce w sprincie. Podczas rozgrywanych rok później mistrzostw świata juniorów w Valcartier zdobyła srebrny medal w biegu indywidualnym i brązowy w sztafecie. Ponadto na mistrzostwach świata juniorów w Pokljuce w 1999 roku była trzecia w biegu pościgowym.
W zawodach Pucharu Świata zadebiutowała 8 stycznia 1998 roku w Ruhpolding, gdzie nie ukończyła rywalizacji w sprincie. Pierwsze pucharowe punkty zdobyła 16 grudnia 1998 roku w Osrblie, zajmując 19. miejsce w biegu indywidualnym. Na podium zawodów tego cyklu pierwszy raz stanęła 16 lutego 2003 roku w Oslo, kończąc biegu pościgowy na trzeciej pozycji. Wyprzedziły ją jedynie Niemka Martina Beck i Ołena Zubryłowa z Ukrainy. W kolejnych startach jeszcze sześć razy stawała na podium: 23 marca 2006 roku w Oslo była druga w sprincie, 13 grudnia 2007 roku w Pokljuce była druga w biegu indywidualnym, 28 lutego 2008 roku w Pjongczangu była trzecia w sprincie, 1 marca 2008 roku w Pjongczangu zajęła drugie miejsce w biegu pościgowym, 16 marca 2008 roku w Oslo bieg masowy skończyła na trzeciej pozycji, a 28 marca 2009 roku w Chanty-Mansyjsku była druga w biegu pościgowym. Najlepsze wyniki osiągnęła w sezonie 2007/2008, kiedy zajęła dziesiąte miejsce w klasyfikacji generalnej i trzecie w klasyfikacji biegu masowego.
Podczas mistrzostw świata w Novym Měscie w 2013 roku wspólnie z Dorotheą Wierer, Nicole Gontier i Karin Oberhofer zdobyła brązowy medal w sztafecie. Była też między innymi czwarta w sztafecie podczas mistrzostw świata w Chanty-Mansyjsku w 2011 roku i szósta w sprincie na mistrzostwach świata w Anterselvie w 2007 roku. Podczas igrzysk wojskowych w Annecy w 2013 roku zdobyła złoty medal w sprincie drużynowym, srebrny w biegu patrolowym i brązowy w sprincie indywidualnym.
W 2002 roku wystartowała na igrzyskach olimpijskich w Salt Lake City, gdzie zajęła 36. miejsce w biegu indywidualnym, 46. w sprincie, 38. w biegu pościgowym i 11. w sztafecie. Podczas rozgrywanych cztery lata później igrzysk w Turynie uplasowała się między innymi na piątej pozycji w biegu pościgowym i jedenastej w biegu masowym. Na igrzyskach w Vancouver w 2010 roku zajmowała 27. miejsce w biegu indywidualnym, 43. w sprincie, 50. w biegu pościgowym i 11. w sztafecie. Brała też udział w igrzyskach olimpijskich w Soczi w 2014 roku, plasując się na 38. pozycji w sprincie, 48. w biegu pościgowym i 6. w sztafecie.
Jest wnuczką Vincenzo Demetza.

## Osiągnięcia

### Zimowe igrzyska olimpijskie
| Rok  | Miejscowość    | Konkurencje | Konkurencje | Konkurencje | Konkurencje | Konkurencje | Konkurencje | Konkurencje |
| Rok  | Miejscowość    | IN          | SP          | PU          | MS          | RL          | MR          | SR          |
| ---- | -------------- | ----------- | ----------- | ----------- | ----------- | ----------- | ----------- | ----------- |
| 2002 | Salt Lake City | 36.         | 46.         | 38.         | nd.         | 11.         | nd.         | –           |
| 2006 | Turyn          | 17.         | 13.         | 5.          | 11.         | 12.         | nd.         | –           |
| 2010 | Vancouver      | 27.         | 43.         | 50.         | –           | 11.         | –           | –           |
| 2014 | Soczi          | –           | 38.         | 48.         | –           | 5.          | –           | –           |

### Mistrzostwa świata
| Rok  | Miejscowość          | Konkurencje | Konkurencje | Konkurencje | Konkurencje | Konkurencje | Konkurencje | Konkurencje |
| Rok  | Miejscowość          | IN          | SP          | PU          | MS          | RL          | MR          | SR          |
| ---- | -------------------- | ----------- | ----------- | ----------- | ----------- | ----------- | ----------- | ----------- |
| 1998 | Pokljuka             | nd.         | nd.         | –           | nd.         | nd.         | nd.         | –           |
| 2000 | Oslo/Lahti           | 23.         | 13.         | 23.         | –           | –           | nd.         | –           |
| 2001 | Pokljuka             | 38.         | 23.         | 22.         | 30.         | 8.          | nd.         | –           |
| 2002 | Oslo                 | nd.         | nd.         | nd.         | 30.         | nd.         | nd.         | –           |
| 2003 | Chanty-Mansyjsk      | 13.         | 30.         | 29.         | –           | 12.         | nd.         | –           |
| 2004 | Oberhof              | 55.         | 64.         | –           | –           | 12.         | nd.         | –           |
| 2005 | Hochfilzen           | 14.         | 46.         | 35.         | 14.         | 13.         | nd.         | –           |
| 2005 | Chanty-Mansyjsk      | nd.         | nd.         | nd.         | nd.         | nd.         | 19.         | –           |
| 2006 | Pokljuka             | nd.         | nd.         | nd.         | nd.         | nd.         | 12.         | –           |
| 2007 | Anterselva           | 24.         | 6.          | 8.          | 21.         | 8.          | 6.          | –           |
| 2008 | Östersund            | 39.         | 13.         | 22.         | 9.          | 10.         | 5.          | –           |
| 2009 | Pjongczang           | 38.         | 13.         | 17.         | –           | DNF         | 7.          | –           |
| 2011 | Chanty-Mansyjsk      | 27.         | 23.         | 14.         | 11.         | 4.          | 5.          | –           |
| 2012 | Ruhpolding           | 9.          | 12.         | 40.         | 28.         | –           | 9.          | –           |
| 2013 | Nové Město na Moravě | 41.         | –           | –           | –           | 3.          | –           | –           |

### Mistrzostwa świata juniorów
| Rok  | Miejscowość   | Konkurencje | Konkurencje | Konkurencje | Konkurencje | Konkurencje | Konkurencje | Konkurencje |
| Rok  | Miejscowość   | IN          | SP          | PU          | MS          | RL          | MR          | SR          |
| ---- | ------------- | ----------- | ----------- | ----------- | ----------- | ----------- | ----------- | ----------- |
| 1997 | Forni Avoltri | –           | 6.          | nd.         | nd.         | –           | nd.         | –           |
| 1998 | Valcartier    | 2.          | 4.          | nd.         | nd.         | 3.          | nd.         | –           |
| 1999 | Pokljuka      | 11.         | 4.          | 3.          | nd.         | 5.          | nd.         | –           |

### Puchar Świata

#### Miejsca w klasyfikacji generalnej
| Sezon     | Miejsce |
| --------- | ------- |
| 1997/1998 | -       |
| 1998/1999 | 57.     |
| 1999/2000 | 38.     |
| 2000/2001 | 44.     |
| 2001/2002 | 35.     |
| 2002/2003 | 25.     |
| 2003/2004 | 20.     |
| 2004/2005 | 19.     |
| 2005/2006 | 16.     |
| 2006/2007 | 30.     |
| 2007/2008 | 10.     |
| 2008/2009 | 18.     |
| 2009/2010 | 52.     |
| 2010/2011 | 23.     |
| 2011/2012 | 20.     |
| 2012/2013 | 39.     |
| 2013/2014 | 66.     |

#### Miejsca na podium w zawodach
| Lp. | Dzień      | Rok  | Miejscowość     | Konkurencja                | Lokata | Pudła   | Czas biegu | Strata  | Zwycięzca           |
| --- | ---------- | ---- | --------------- | -------------------------- | ------ | ------- | ---------- | ------- | ------------------- |
| 1.  | 16 lutego  | 2003 | Oslo            | Bieg pościgowy na 10 km    | 3.     | 0+0+0+0 | 31:09,7    | +4,7    | Martina Beck        |
| 2.  | 23 marca   | 2006 | Oslo            | Sprint na 7,5 km           | 2.     | 0+0     | 21:28,0    | +3,0    | Martina Beck        |
| 3.  | 13 grudnia | 2007 | Pokljuka        | Bieg indywidualny na 15 km | 2.     | 0+0+0+0 | 43:47,3    | +55,1   | Jekatierina Jurjewa |
| 4.  | 28 lutego  | 2008 | Pjongczang      | Sprint na 7,5 km           | 3.     | 0+0     | 20:32,1    | +22,3   | Magdalena Neuner    |
| 5.  | 1 marca    | 2008 | Pjongczang      | Bieg pościgowy na 10 km    | 2.     | 1+0+0+0 | 31:29,8    | +54,9   | Sandrine Bailly     |
| 6.  | 16 marca   | 2008 | Oslo            | Bieg masowy na 12,5 km     | 3.     | 0+0     | 37:43,0    | +1:03,9 | Kati Wilhelm        |
| 7.  | 28 marca   | 2009 | Chanty-Mansyjsk | Bieg pościgowy na 10 km    | 2.     | 0+0+0+0 | 27:53,0    | +28,8   | Magdalena Neuner    |